# Reno 1868 Football Club
Maillots
Le Reno 1868 Football Club, était une franchise de soccer professionnel basée à Reno, dans l'État du Nevada, fondée en 2015. La franchise évolue en USL Championship, le deuxième niveau dans la hiérarchie nord-américaine, durant toute son existence, entre 2017 et 2020, avant de disparaître des conséquences économiques de la pandémie de Covid-19 en novembre 2020 malgré des résultats sportifs réguliers. 

## Histoire
Le 16 septembre 2015, Reno devient une nouvelle franchise de la United Soccer League à compter de la saison 2017. La franchise est administrée par Herbert Simon, propriétaire de Simon Property Group et des Pacers de l'Indiana. 
La nouvelle franchise USL Reno 2017 est alors nommée lors d'un concours parmi les trois noms suivants : Reno FC, Reno United et Reno 1868. La franchise est finalement baptisée Reno 1868 FC, un clin d'œil à l'année de fondation de la ville de Reno.
Le 29 juin 2016, la franchise devient affiliée aux Earthquakes de San José, formation de MLS pour deux ans. Le 22 novembre, le premier entraîneur-chef de l'histoire du club est l'ancien entraîneur adjoint des Earthquakes de San José, Ian Russell (en).
Pour la première rencontre de son histoire, le Reno 1868 FC s'incline sur le score de 2-0 contre le Orange County SC au Greater Nevada Field devant 5 691 spectateurs, le 26 mars 2017. Lors de la deuxième semaine, Brenton Griffiths inscrit le premier but de l'histoire de la franchise lors d'un match nul de 1-1 contre les Vancouver Whitecaps 2.
Au terme de sa première saison, Reno se qualifie pour les séries éliminatoires en vertu de sa troisième place dans la conférence tandis que l'international jamaïcain Dane Kelly remporte le titre de meilleur buteur de la saison régulière avec dix-huit réalisations. Néanmoins, le club est éliminé dès le premier tour de la phase finale par l'Energy d'Oklahoma City (0-1).
En 2018 et 2019, le Reno 1868 FC poursuit ses bonnes performances et s'impose comme l'une des meilleures franchises de la conférence Ouest mais ne parvient cependant pas à dépasser le stade des demi-finales de conférence. La direction décide aussi de poursuivre le partenariat avec les Earthquakes de San José jusqu'à l'issue de la saison 2019, avec une option pour 2020.
Lors de l'exercice 2020, le club domine son groupe et la ligue et arrache la première place au classement général dans une saison perturbée par la pandémie de Covid-19. Pour son entrée en séries, Reno dispose aisément du Galaxy II de Los Angeles par la marque de 4-1. Mais face au Rising de Phoenix, au stade des demi-finales de conférence, le club est éliminé aux tirs au but devant un maigre public dans son enceinte du Greater Nevada Field.
Cette saison couronnée de succès sur le plan sportif est pour autant la dernière de l'histoire du club. En raison des conséquences économiques de la pandémie de Covid-19, le Reno 1868 FC ferme ses portes le 6 novembre 2020 après quatre saisons au deuxième échelon national et de bonnes performances sur les terrains,.

## Palmarès et résultats

### Bilan par saison
| Saison | Saison régulière | Saison régulière | Saison régulière | Saison régulière | Saison régulière | Saison régulière | Saison régulière | Position | Position | Séries                         | US Open Cup    | Affl. moy. saison régulière | Affl. moy. séries éliminat. |
| Saison | M                | V                | N                | D                | BP               | BC               | Pts              | Conf.    | Ligue    | Séries                         | US Open Cup    | Affl. moy. saison régulière | Affl. moy. séries éliminat. |
| ------ | ---------------- | ---------------- | ---------------- | ---------------- | ---------------- | ---------------- | ---------------- | -------- | -------- | ------------------------------ | -------------- | --------------------------- | --------------------------- |
| 2017   | 32               | 17               | 8                | 7                | 75               | 39               | 59               | 3e/15    | 4e/30    | Premier tour                   | Troisième tour | 5 559                       | 4 342                       |
| 2018   | 34               | 16               | 11               | 7                | 56               | 38               | 59               | 5e/17    | 7e/33    | Demi-finale de conférence      | Troisième tour | 5 066                       | N/Q                         |
| 2019   | 34               | 18               | 6                | 10               | 72               | 51               | 60               | 2e/18    | 5e/36    | Quarts de finale de conférence | Deuxième tour  | 4 313                       | 3 275                       |
| 2020   | 16               | 11               | 3                | 2                | 43               | 21               | 36               | 1er/18   | 1er/35   | Demi-finale de conférence      | Annulée        | N/A                         | N/A                         |

### Meilleurs buteurs par saison
| Saison | Meilleurs buteurs     | Meilleurs buteurs |
| Saison | Joueurs               | Buts              |
| ------ | --------------------- | ----------------- |
| 2017   | Dane Kelly            | 18                |
| 2018   | Brian Brown           | 17                |
| 2019   | Corey Hertzog (en)    | 19                |
| 2020   | Foster Langsdorf (en) | 11                |

## Stade
Le Reno 1868 FC joue ses rencontres à domicile au Greater Nevada Field, une enceinte de baseball avec une pelouse naturelle d'une capacité de 9 013 spectateurs. Le stade est partagé avec les Aces de Reno qui disputent la Ligue de la côte du Pacifique.

## Personnalités du club

### Entraîneurs
Le tableau suivant présente la liste des entraîneurs du club entre 2017 et 2020.
| Rang | Entraîneur       | Nationalité | Début            | Fin             | Matchs | Victoires | Nuls | Défaites | % victoires | Palmarès |
| ---- | ---------------- | ----------- | ---------------- | --------------- | ------ | --------- | ---- | -------- | ----------- | -------- |
| 1    | Ian Russell (en) | États-Unis  | 22 novembre 2016 | 2 novembre 2020 | 127    | 65        | 30   | 32       | 51.18%      |          |

## Logo et couleurs
Les couleurs de Reno 1868 FC sont le bleu, le gris et l'or, toutes ces couleurs sont présentées sur le drapeau du Nevada.

## Soutien et image

### Groupes de partisans
Le principal groupe de partisans du Reno 1868 FC est la Battle Born Brigade.